# Secretário-geral da Organização do Tratado do Atlântico Norte
O Secretário-geral da Organização do Tratado do Atlântico Norte é o mais alto cargo executivo da Organização do Tratado do Atlântico Norte (OTAN), fundada em 1949 no escopo do final da Segunda Guerra Mundial com a finalidade de coordenar e estruturar um sistema de cooperação militar e tecnológica internacional entre os países vencedores daquele conflito. O Secretário-geral é reconhecido como um diplomata de nível internacional, sendo incumbido de coordenar o funcionamento e as estruturas da organização e presidir as reuniões de cúpula do Conselho do Atlântico Norte. 
De igual modo, o Secretário-geral possui a função de coordenar diretamente os principais comitês internos da OTAN e atua como um porta-voz oficial da organização, buscando estreitar e efetivar os laços diplomáticos e militares entre os seus Estados-membros. Entretanto, o Secretário geral da organização não possui um caráter de comandante militar, não possui a autonomia de deliberar politicamente ou comandar ou coordenar diretamente estratégias militares já que estas questões repousam sobre as lideranças dos Estados-membros da organização.
O atual Secretário-geral da OTAN é o diplomata neerlandês Mark Rutte, que sucedeu a Jens Stoltenberg em 1 de outubro de 2024. Rutte é o quarto neerlandês a ocupar o cargo e também o quarto Secretário-geral que foi chefe de governo de seu país antes de assumir a liderança da organização.

## Lista de Secretários-gerais
Desde a criação da Organização do Tratado do Atlântico Norte em 1949, os Secretários-gerais foram:
| Nº | Nome                  | Imagem                                 | Mandato               | Mandato                | Cargo prévio                        | Origem        |
| Nº | Nome                  | Imagem                                 | Início do mandato     | Fim do mandato         | Cargo prévio                        | Origem        |
| -- | --------------------- | -------------------------------------- | --------------------- | ---------------------- | ----------------------------------- | ------------- |
| 1  | Hastings Ismay        | Secretário-geral Ismay                 | 24 de março de 1952   | 16 de maio de 1957     | Secretário da Commonwealth          | Reino Unido   |
| 2  | Paul-Henri Spaak      | Secretário-geral Spaak                 | 16 de maio de 1957    | 21 de abril de 1961    | Primeiro-ministro da Bélgica        | Bélgica       |
| 3  | Dirk Stikker          | Secretário-geral Dirk Stikker          | 21 de abril de 1961   | 1 de agosto de 1964    | Ministro das Relações Exteriores    | Países Baixos |
| 4  | Manlio Brosio         | Secretário-geral Manlio Brosio         | 1 de agosto de 1964   | 1 de outubro de 1971   | Embaixador da Itália no Reino Unido | Itália        |
| 5  | Joseph Luns           | Secretário-geral Joseph Luns           | 1 de outubro de 1971  | 25 de junho de 1984    | Ministro das Relações Exteriores    | Países Baixos |
| 6  | Peter Carington       | Secretário-geral Peter Carington       | 25 de junho de 1984   | 1 de julho de 1988     | Secretário da Commonwealth          | Reino Unido   |
| 7  | Manfred Wörner        | Secretário-geral Manfred Wörner        | 1 de julho de 1988    | 13 de agosto de 1994   | Ministro da Defesa da Alemanha      | Alemanha      |
| 8  | Willy Claes           | Secretário-geral Willy Claes           | 13 de agosto de 1994  | 20 de outubro de 1995  | Ministro das Relações Exteriores    | Bélgica       |
| 9  | Javier Solana         | Secretário-geral Javier Solana         | 20 de outubro de 1995 | 14 de outubro de 1999  | Ministro das Relações Exteriores    | Espanha       |
| 10 | George Robertson      | Secretário-geral George Robertson      | 14 de outubro de 1999 | 17 de dezembro de 2003 | Secretário da Defesa                | Reino Unido   |
| 11 | Jaap de Hoop Scheffer | Secretário-geral Scheffer              | 1 de janeiro de 2004  | 1 de agosto de 2009    | Ministro das Relações Exteriores    | Países Baixos |
| 12 | Anders Fogh Rasmussen | Secretário-geral Anders Fogh Rasmussen | 1 de agosto de 2009   | 1 de outubro de 2014   | Primeiro-ministro                   | Dinamarca     |
| 13 | Jens Stoltenberg      | Secretário-geral Jens Stoltenberg      | 1 de outubro de 2014  | 1 de outubro de 2024   | Primeiro-ministro                   | Noruega       |
| 14 | Mark Rutte            | Secretário-geral Mark Rutte            | 1 de outubro de 2024  | Incumbente             | Primeiro-ministro                   | Países Baixos |